# Wolfgang-Bonhage-Museum Korbach

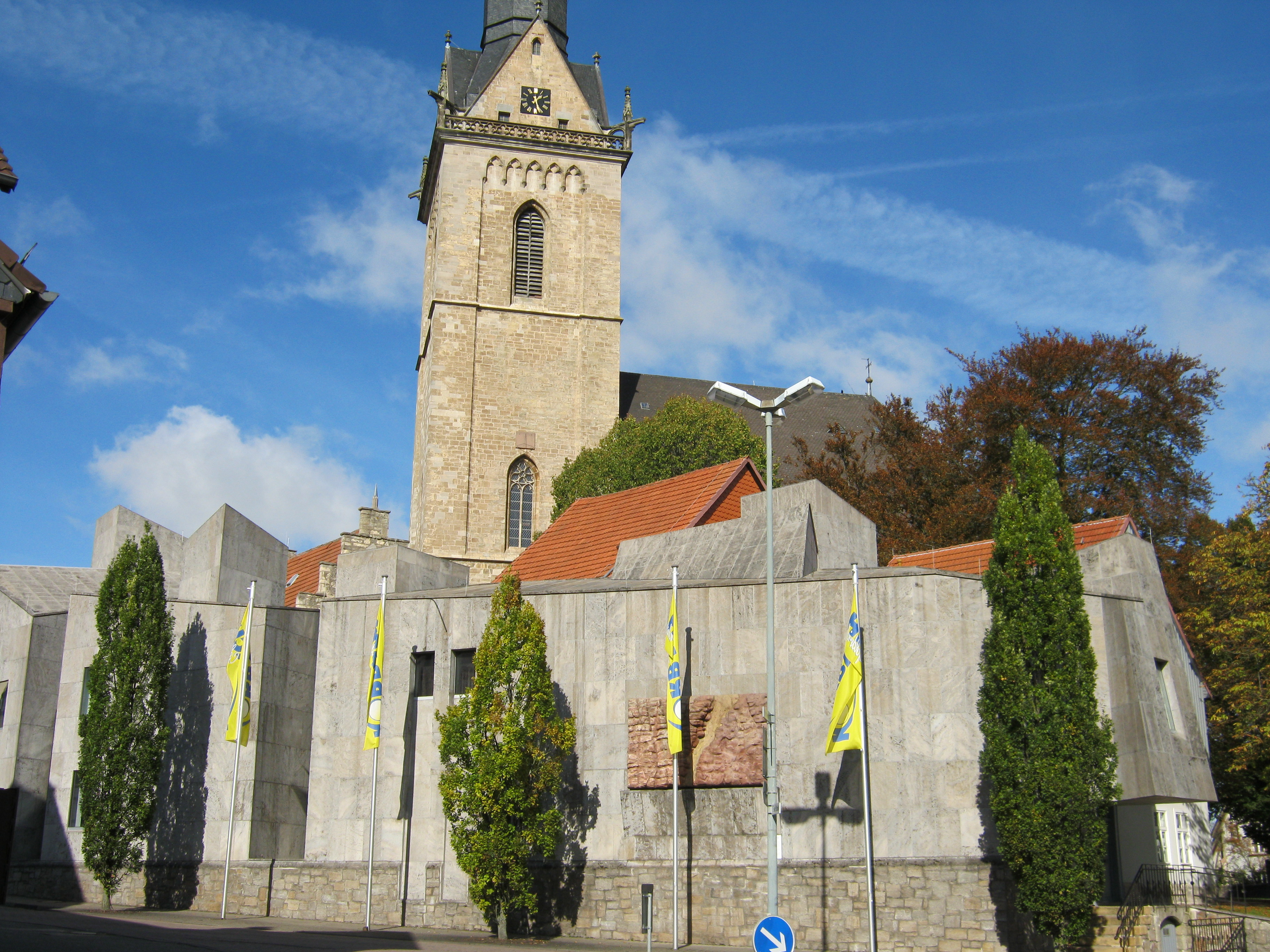
Der moderne Gebäudeteil des Wolfgang-Bonhage-Museum Korbach, im Hintergrund die Kilianskirche.

Das Wolfgang-Bonhage-Museum in Korbach (Eigenschreibweise: Wolfgang-Bonhage-MUSEUM KORBACH, auch: Museum Korbach) ist ein Stadtmuseum im Landkreis Waldeck-Frankenberg in Nordhessen. Es hat wegen seiner Sammlung (unter anderem zu Fossilienfunden in der Korbacher Spalte) und seiner mehrfach preisgekrönten Architektur eine überregionale Bedeutung. Das Museum ist nach Wolfgang Bonhage (1937–2004) benannt, der von 1977 bis 2001 Bürgermeister von Korbach war und sich maßgeblich für den Ausbau des Museums eingesetzt hatte.

## Geschichte

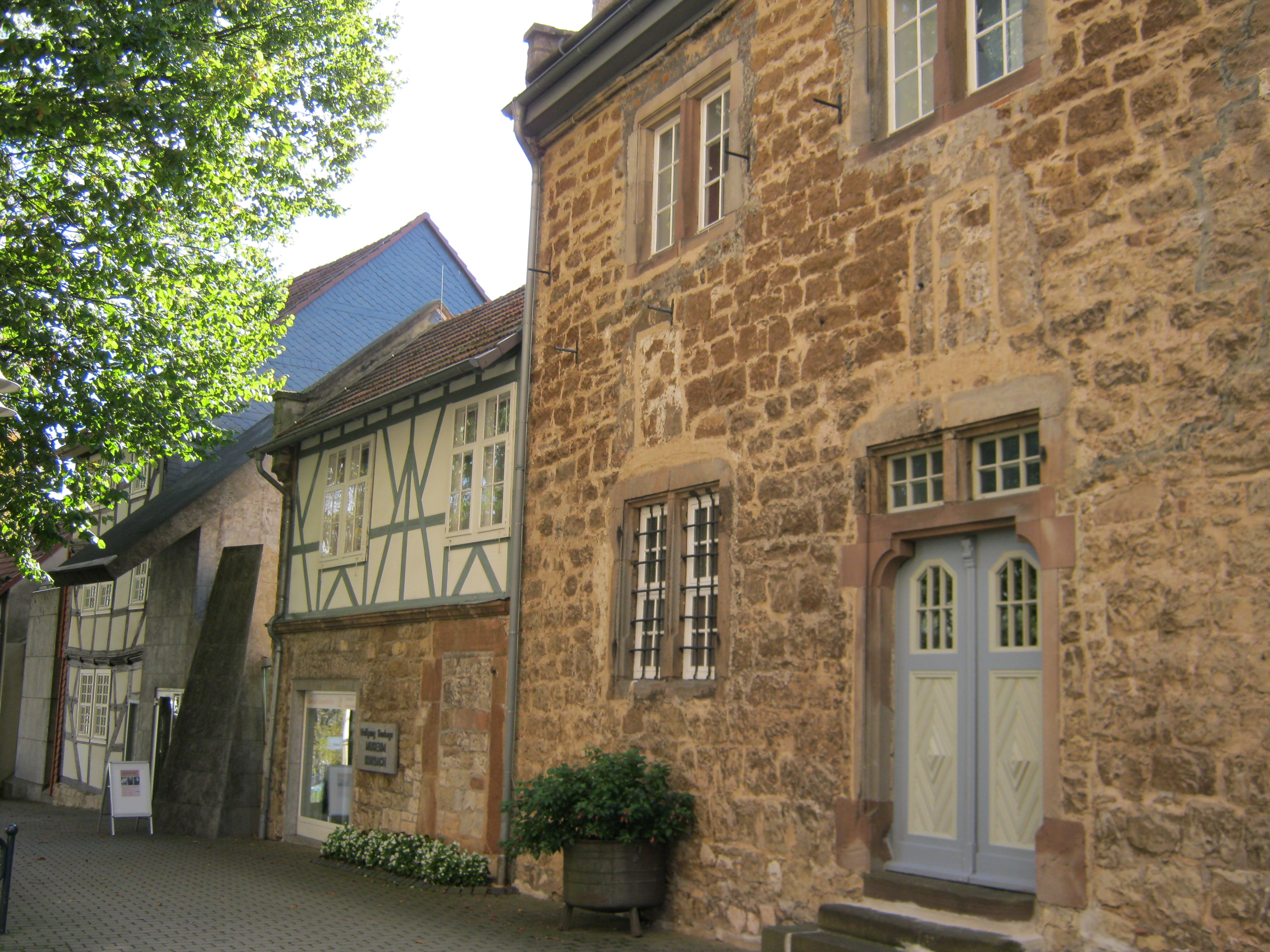
Die historischen Gebäudeteile des Museums, rechts im Bild das gotische Steinhaus.

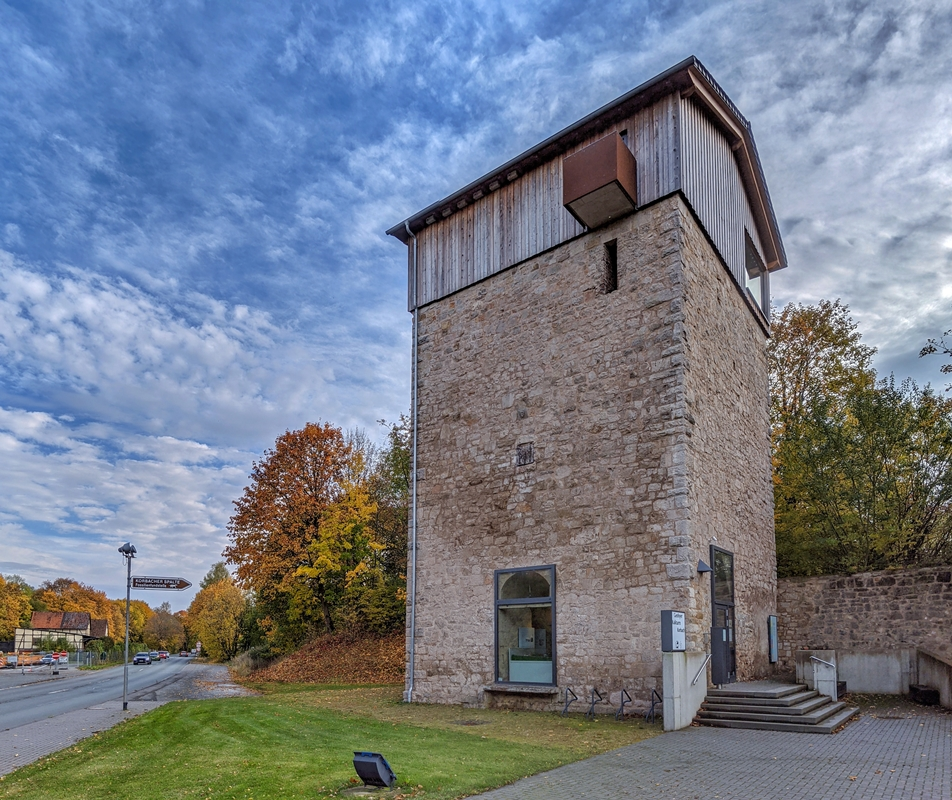
Das in einem ehemaligen Kalkofen untergebrachte GeoFoyer Kalkturm unweit der Korbacher Spalte.

Das Wolfgang-Bonhage-Museum geht auf die private Altertumssammlung des Korbacher Buchbinders Carl Nelle (1858–?) zurück, die dieser 1876 begann und 1924 der Stadt stiftete. Deshalb gründete die Stadt 1925 ein Heimatmuseum, das im Stadtzentrum bei der Kilianskirche in einem gotischen Steinhaus aus dem 14. Jahrhundert eingerichtet wurde. Das feuerfeste Gebäude war ursprünglich ein Lagerhaus. Im 16. Jahrhundert war es von den Brüdern Johann (1532–1577) und Otto von Wolmeringhausen (1530–1591) gekauft und zu einem repräsentativen Stadthaus umgebaut worden.
Der Umfang der Sammlung konnte in den folgenden Jahrzehnten durch Ankäufe und Stiftungen ständig vergrößert werden. Deshalb wurde das Museum 1934 und nach dem Zweiten Weltkrieg schrittweise um drei benachbarte Fachwerkgebäude aus dem 18. und 19. Jahrhundert erweitert. Von 1994 bis 1997 wurde das Museum um einen modernen Neubau des Kasseler Architekten Berthold Penkhues ergänzt – auch um die seit 1964 in der Korbacher Spalte entdeckten Fossilien angemessen ausstellen zu können.
Das Museumsgebäude wurde nachfolgend wegen seiner Kombination von historischen Gebäuden und zeitgenössischer Architektur mehrfach ausgezeichnet – unter anderem 1999 mit einem Sonderpreis des Deutschen Städtebaupreises. 2015 wurde als Außenstelle des Museums an der Korbacher Spalte das GeoFoyer Kalkturm Korbach eröffnet, das sich mit der Entstehung, Gewinnung und Verarbeitung von Kalkstein befasst.

## Ausstellung
Das Museum hat seit seiner Erweiterung 1997 eine Ausstellungsfläche von etwa 1.700 Quadratmetern. Schwerpunkte der Sammlung sind die Geschichte der Stadt Korbach und der Region, der regionale Bergbau nach Gold, Eisen und Kupfer am Eisenberg sowie die Förderung und Verarbeitung von Kalkstein (Außenstelle GeoFoyer Kalkturm Korbach).

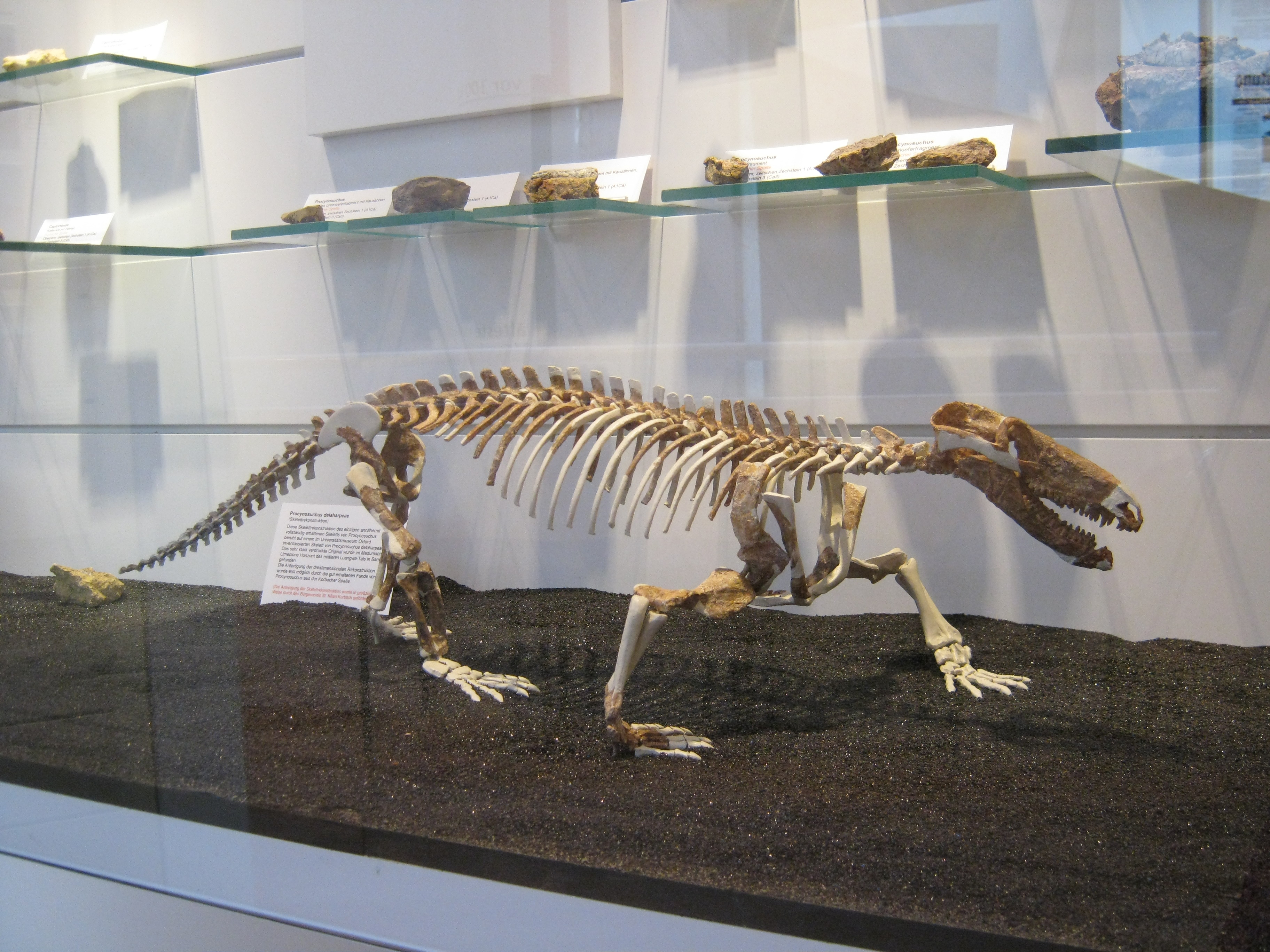
Rekonstruktion des Skeletts eines Procynosuchus („Korbacher Dackel“).

Von überregionaler Bedeutung ist der Ausstellungsteil über die Fossilienfunde in der Korbacher Spalte. Die Spalte ist in einem ehemaligen Kalksteinbruch am Südrand Korbachs aufgeschlossen. Kalkstein, Spalte und Spaltenfüllung entstanden in geologisch relativ kurzer Abfolge vor rund 255 Millionen Jahren im Oberen Perm („Zechsteinzeit“). Das Sedimentgestein der Spaltenfüllung enthält Fossilien oberpermischer Landwirbeltiere. Im Museum werden unter anderem eine Skelett- und Lebendrekonstruktion eines Procynosuchus, (gr. „Vor-Hundekrokodil“, scherzhaft auch „Korbacher Dackel“ genannt – allerdings waren zahlreiche Exemplare dieser Form lange vor dem Fund in der Korbacher Spalte aus Südafrika bekannt) ausgestellt, einer Gattung der Nicht-Säuger-Therapsiden aus der Großgruppe Cynodontia. In einem Diorama werden Lebendrekonstruktionen weiterer Therapsiden aus dem Oberen Perm gezeigt.

### Ausstellungsstücke zur Korbacher Spalte

Diorama mit Lebendrekonstruktionen von Oberperm-Tieren
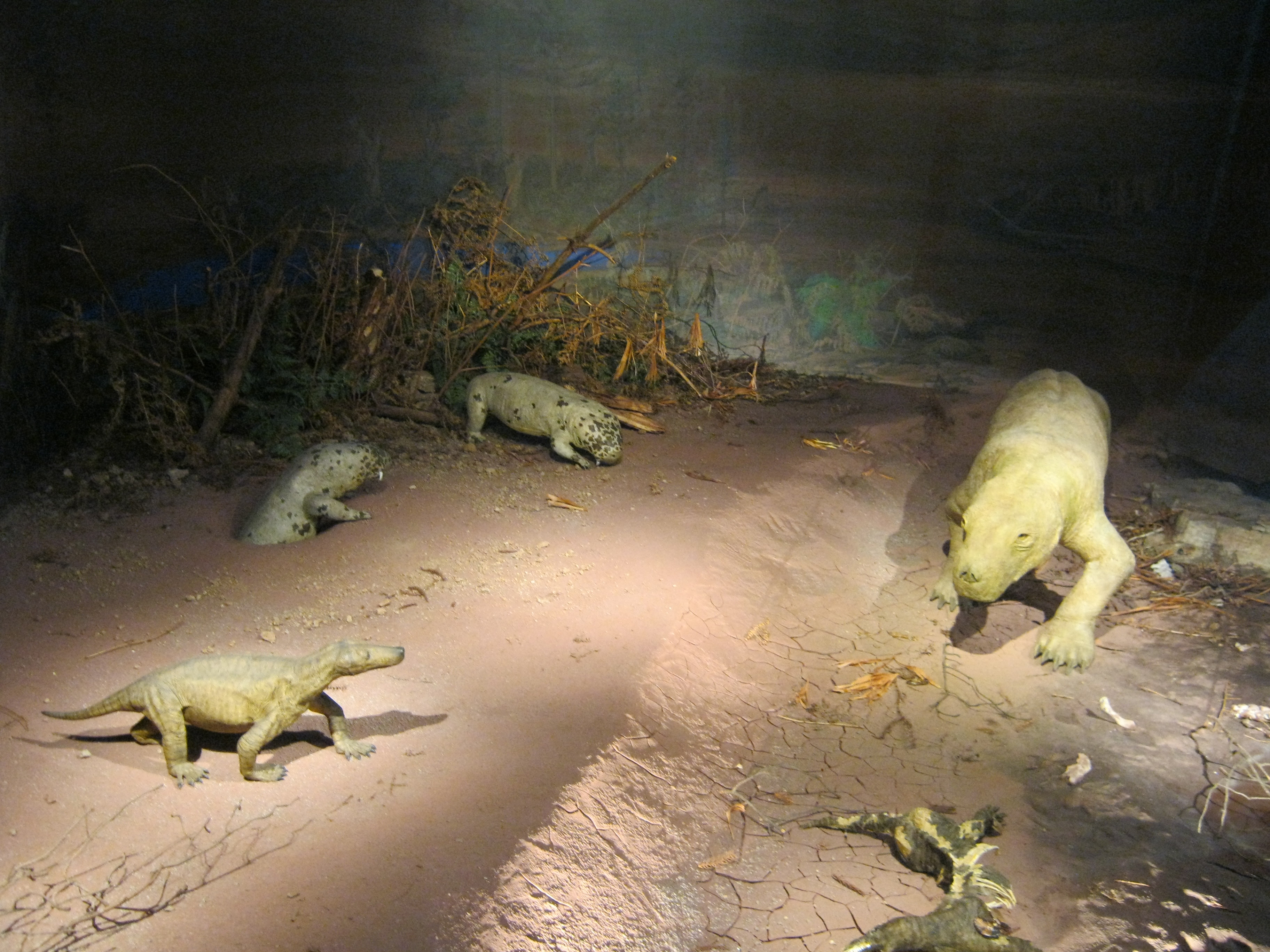
Gesamtansicht
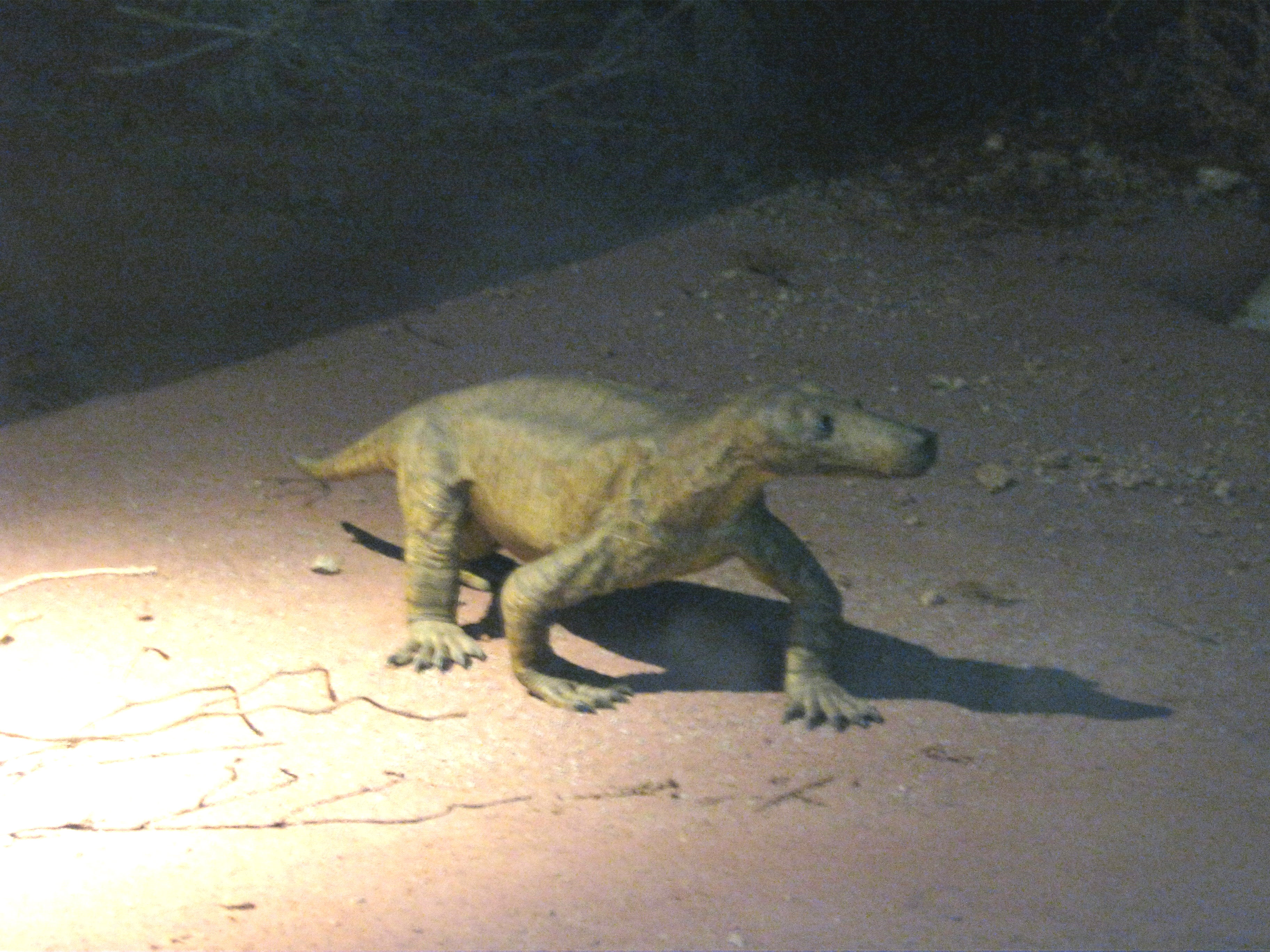
Lebendrekonstruktion von Procynosuchus („Korbacher Dackel“)
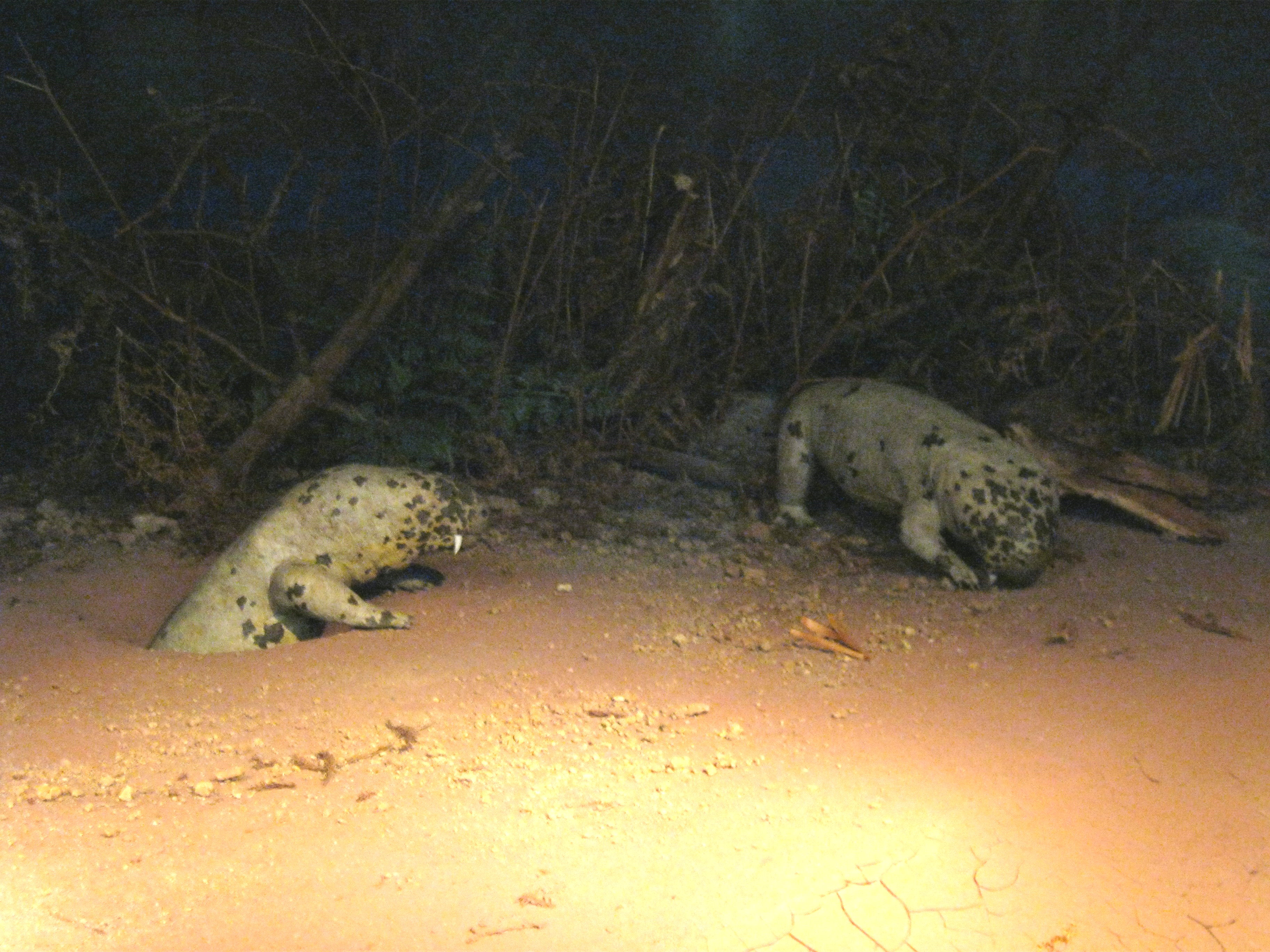
Lebendrekonstruktion von Diictodon
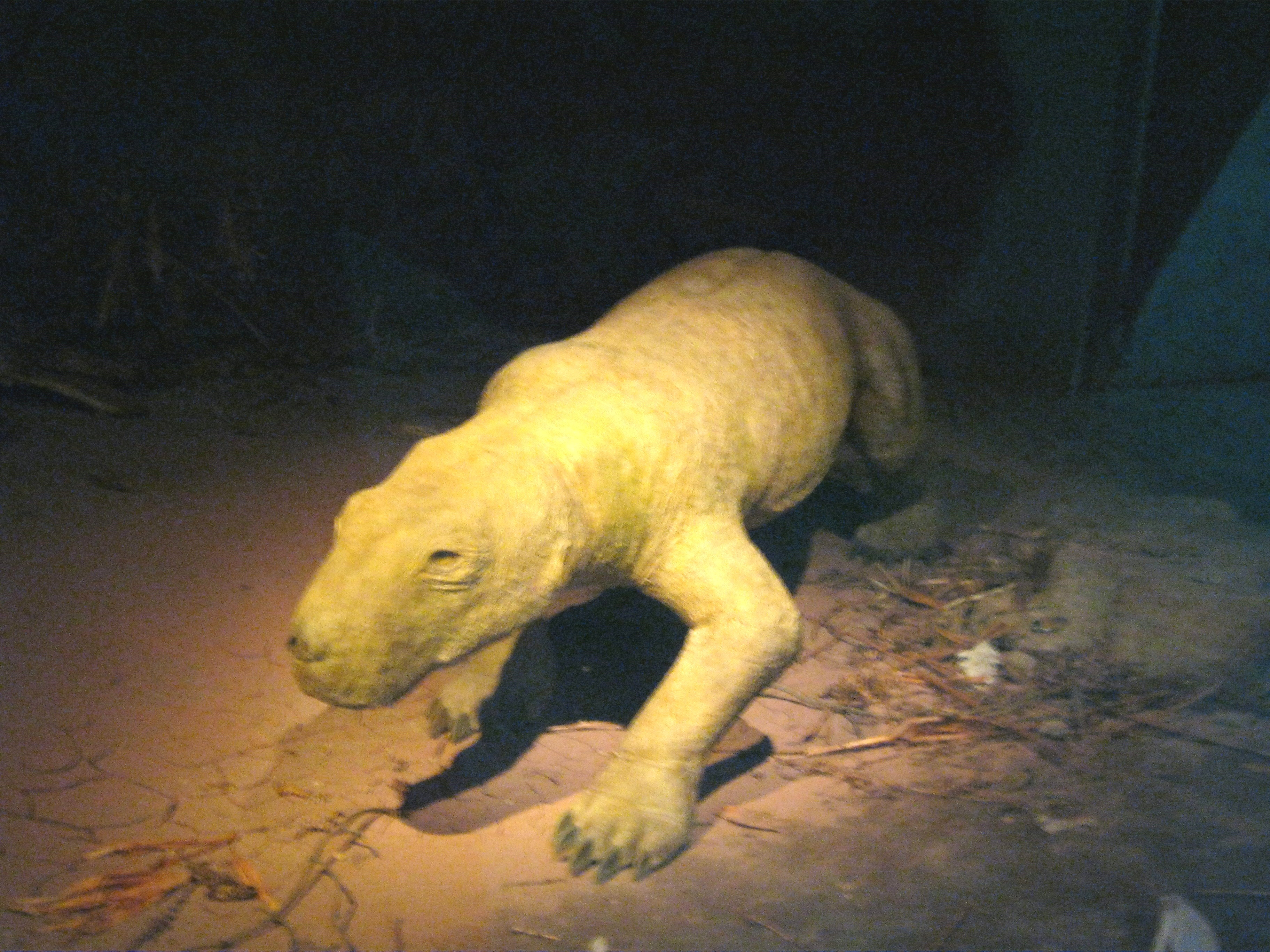
Lebendrekonstruktion von Scymnognathus parringtoni

Seit Frühjahr 2017 befindet sich im Museum auch das Filmarchiv des deutschen Medienkünstlers Thomas Henke.

## Architektur

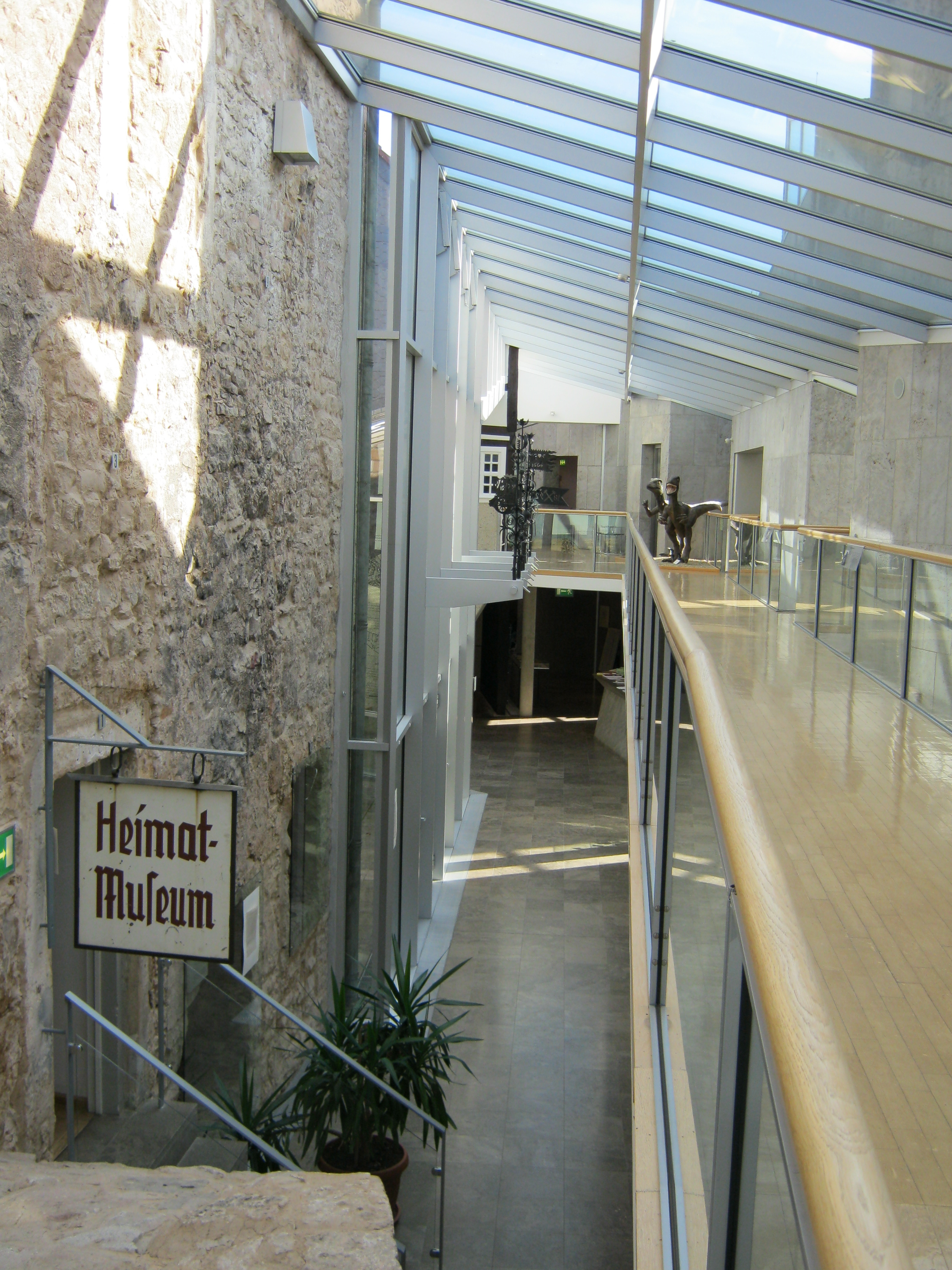
Überdachter Lichthof des Museums zwischen historischen und modernen Gebäudeteilen.

Das Wolfgang-Bonhage-Museum Korbach liegt im Zentrum der Stadt zwischen der gotischen Kilianskirche und dem mittelalterlichen Marktplatz. Es besteht aus einer Gruppe von vier am Kirchplatz gelegenen historischen Gebäuden und einem modernen Erweiterungsbau an der Straße Stechbahn.
Bei den historischen Gebäudeteilen handelt es sich um ein gotisches Steinhaus aus dem 14. Jahrhundert und um drei benachbarte Fachwerkgebäude aus dem 18. und 19. Jahrhundert.
Das Steinhaus wurde aus Bruchsteinmauerwerk errichtet. An den unverputzten Außenmauern ist sichtbar, dass das ursprüngliche Lagerhaus mehrfach umgebaut wurde. So kann man erkennen, dass im Erdgeschoss die doppelflügelige Eingangstür und links davon ein Fenster sowie im ersten Stock zwei Fenster nachträglich eingefügt wurden – vermutlich als man das Gebäude im 16. Jahrhundert zu einem Wohnhaus umbaute. Das Dachgeschoss mit Satteldach hat zur Straßenseite zwei Dachgauben mit Fenstern und wird durch fünfstufige Staffelgiebel gekrönt. Die drei Fachwerkhäuser haben ebenfalls Satteldächer und zum Teil Bruchsteinmauerwerk, sie sind aber jeweils kleiner als das Steinhaus.
Der moderne Erweiterungsbau aus den 1990er Jahren umschließt zusammen mit den historischen Gebäudeteilen einen schmalen, mit Glas überdachten Lichthof. Der Neubau des Kasseler Architekten Berthold Penkhues ist durch glatte Fassaden aus Muschelkalk geprägt. Der Baukörper ist in vier Teilgebäude untergliedert und greift damit das Aussehen der vier historischen Gebäudeteile des Museums auf. Mehrere große Fenster an der Außenseite und ein Glasdach über dem Innenhof verleihen der gesamten Gebäudegruppe ein großzügiges Aussehen und lassen viel Licht ein.

### Innenaufnahmen des Museums

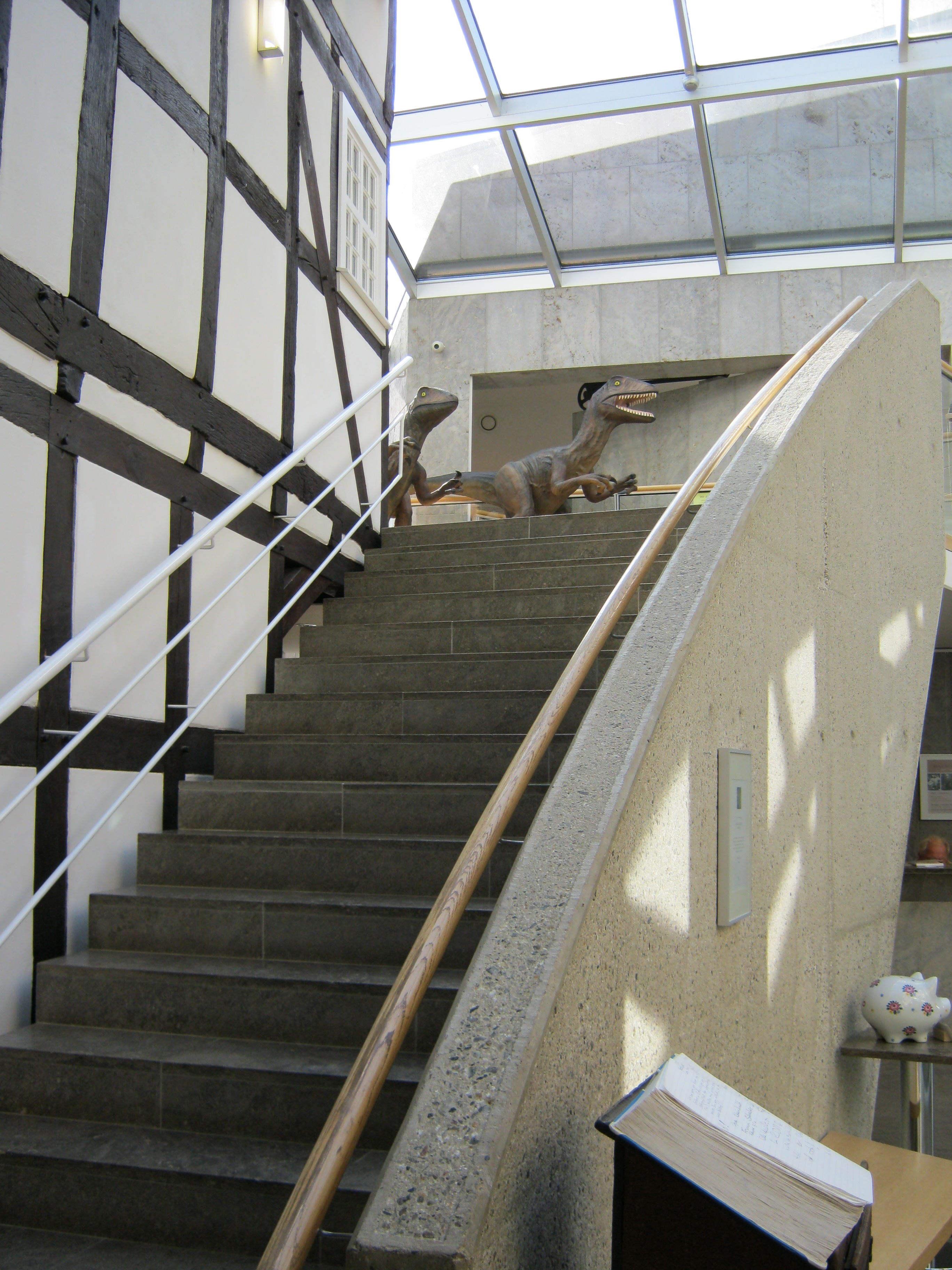
Treppenaufgang im Inneren des Museums.
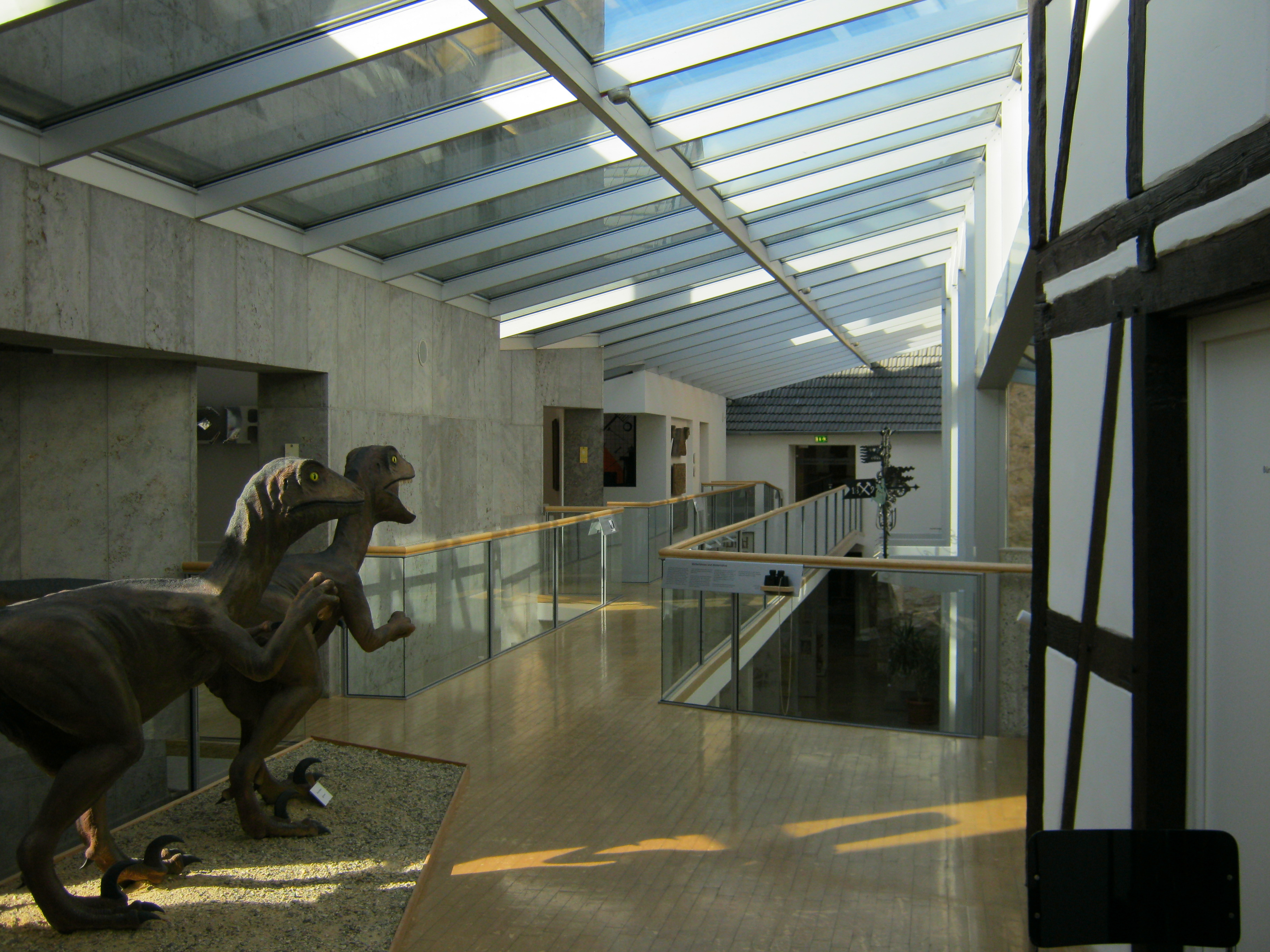
Galerie im ersten Stock des Museums.
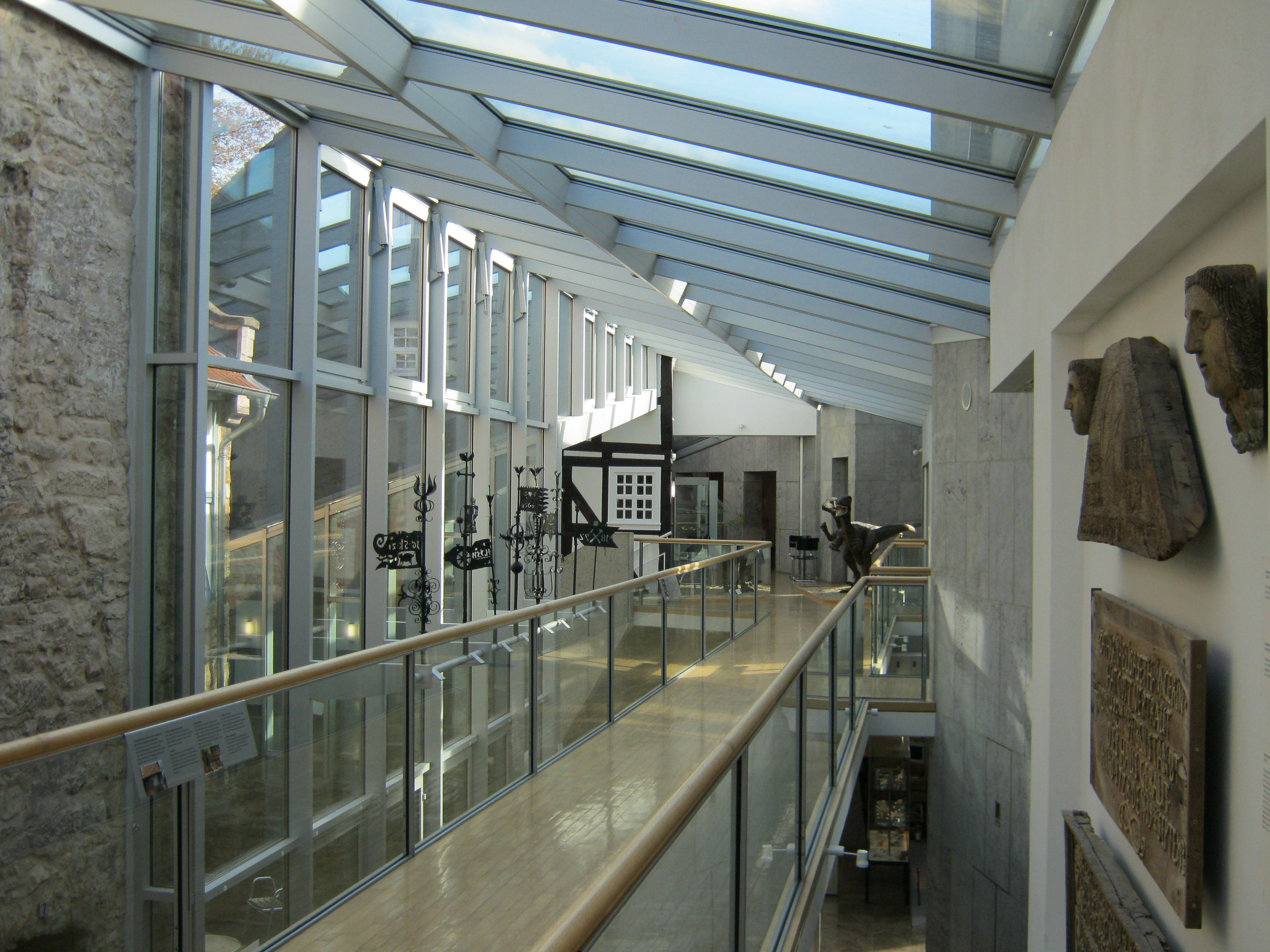
Galerie im ersten Stock des Museums.
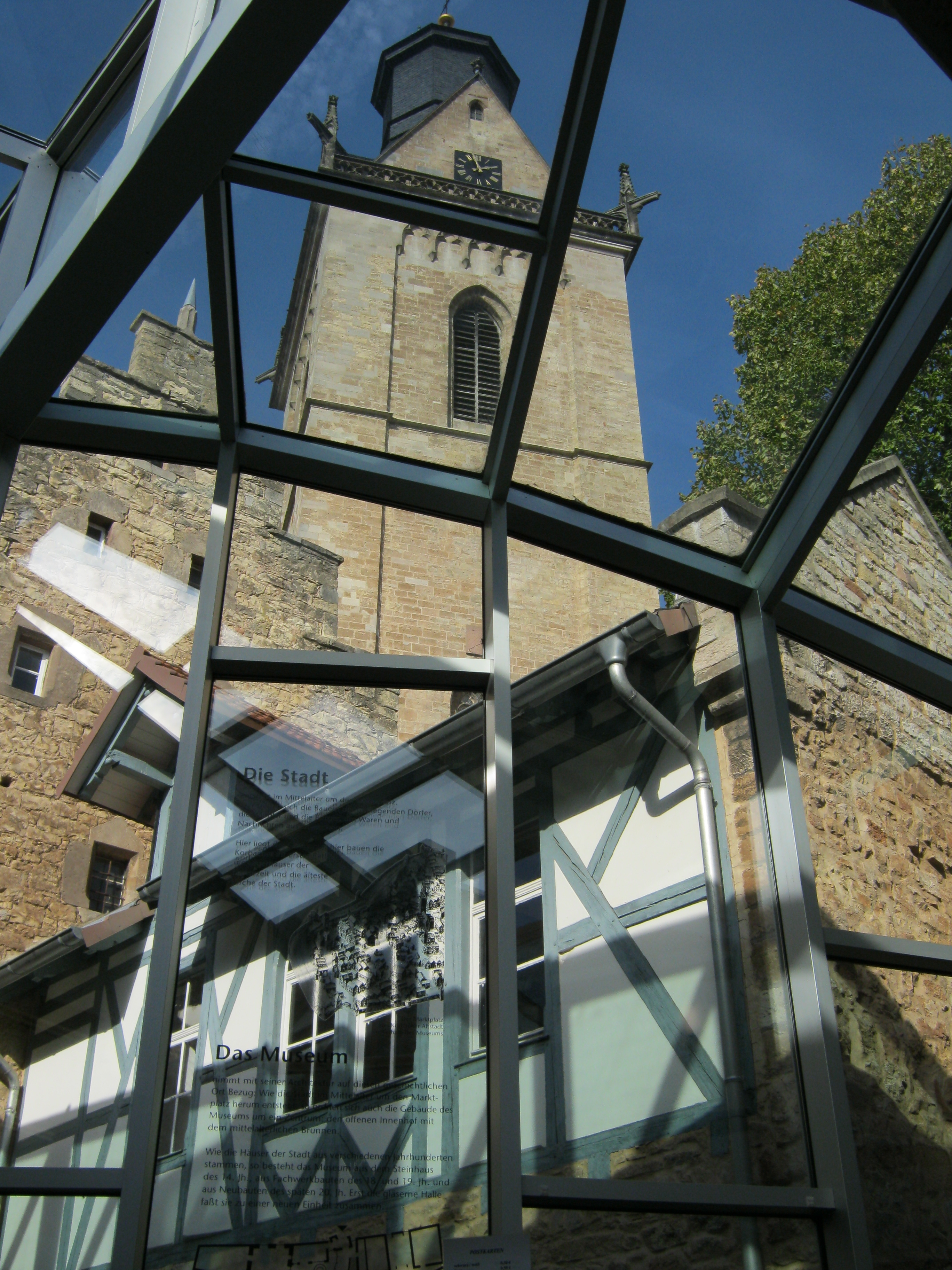
Blick aus dem Lichthof auf die Kilianskirche.

## Auszeichnungen
- 1998: Simon-Louis-du-Ry-Plakette des Bund Deutscher Architekten
- 1999: Deutscher Städtebaupreis (Sonderpreis)
- 2002: Museumspreis der Sparkassen-Kulturstiftung Hessen-Thüringen